# Агендерність
Агендерність (англ. agender), також нульова-гендерність, нейтральний гендер — самовідчуття людини, що не відносить себе до жодної гендерної ідентичності, або відчуває себе взагалі без неї. Агендерні люди можуть описувати себе як безстатеві: не чоловік і не жінка. Агендерних людей також стосуються категорії небінарність, гендерквір, негендерність (genderless), позагендерність (ungendered).
Агендерні люди можуть мати при народженні чоловічу чи жіночу стать, власне як й інтерсексуальність.
Деякі з агендерних людей страждають від гендерної дисфорії, як і транссексуальні люди, проте необов'язково (якщо вони не в змозі виразити свою гендерну ідентичність комфортним для себе чином).
Більшість англомовних агендерних людей обирають для самоназви займенник «they/them» («вони/їх», в англійській мові традиційно вживаються на позначення людини, стать якої невідома для мовця). Деякі надають перевагу унікальним займенникам, таким як «Xe/Xer» чи «Ze/Zem».
Деякі агендерні люди змінюють своє тіло для більш комфортного самопочуття, інші ж не мають такої потреби.
Люди, що ідентифікують себе як агендерні, є частиною того, що теоретикиня статі Анна Енке називає «соціальною категорією транслюдей, що постійно розширюється». Ця категорія охоплює дуже широкий спектр ідентичностей, які не відповідають традиційним гендерним нормам. Проте, Енке відзначає, що люди, які ідентифікують себе з будь-якої з цих позицій, не обов'язково ідентифікують себе як трансгендерні.
Агендерність поміж 50 варіантів гендерної ідентичності була надана Facebook користувачам(-кам) соцмережі з 13 лютого 2014 року.
Попри самоопис щодо «відсутнього гендеру», агендерні люди можуть мати будь-яку сексуальну орієнтацію, і їх не слід плутати з асексуальними.

## Типи[6][7]
- Лібрагендер (англ. Libragender) — це гендерна ідентичність, при якій людина відчуває себе здебільшого агендерною, але має особливий зв'язок з певним гендером. Ті, хто є лібрагендерами, відчувають зв'язок з іншим гендером в діапазоні 1-49%.
- Лібрамаскулінність (англ. Libramasculine) — це гендерна ідентичність, у якій людина переважно агендерна, але відчуває незначну прихильність до того, щоб бути чоловічою та/або мати зв'язок із хлопчинством/чоловічністю. Це схоже на demiboy, але більш конкретно частково чоловіче та частково агендерне, при цьому агендерна частина переважує чоловічу частину, тоді як demiboy є частково чоловічою, частково будь-якою иншою статтю(статтями). Лібрамаскулінність часто вважають себе небінарними. Якщо лібрамаскулінна особа не є чоловіком від народження, то такі особи також можуть вважати себе трансмаскулінними.
- Лібрафемінність (англ. Librafeminine) — це гендерна ідентичність, у якій людина переважно агендерна, але відчуває прихильність до жіночності. Це схоже на demigirl.
- Лібрафлюїдність (англ. Librafluid) — це гендерна ідентичність, у якій людина здебільшого агендерна, але коливається між иншими статями. Лібрафлюїдність схожа на гендерфлюїдність.
- Агендерфлюкс (англ. Agenderflux) —це гендерна ідентичність, у якій осба є агендерною та коливається між різними гендерними ідентичністями. Агендерфлюкс подібний до агендеру та лібрагендеру, і є підмножиною гендерфлюкс.
- Гендервойд (англ. Gendervoid) — це гендерна ідентичність, у якій людина нічого не відчуває там, де повинен бути гендер. Поширеним способом опису цієї статі є каструля з супом всередині. Ті, хто має гендер, можуть мати суп у своїй каструлі з вмістом, який становить їхній гендер, тоді як ті, хто є гендервойдними, можуть відчувати, що в каструлі немає супу, оскільки там немає нічого там, де має бути їхній гендер. Ця ідентичність схожа на агендер.
- Бксай (англ. Bxy) — це гендерна ідентичність, у якій людина переживає чоловічність і агендерність одночасно або коливається між ними. Еквівалентом bxy у жіночому роді є gxrl.
- Агендерна дівчина (англ. Agender girl) — це гендерна ідентичність, у якій особа є агендерною, а також жіночою. Ідентифікація як агендерна дівчина схожа на gxrl. Маскулінним еквівалентом є агендерний хлопець (agender boy). Агендерну дівчину можна визначити кількома способами, зокрема:
  - Особа частково жіночна і частково агендерна.
  - Особа girlflux, іноді відчуває себе жіночною, а іноді — агендерною.
  - Особа є гендерно-флюїдною, але відчуває переважно фінгендерність (термін-парасолька для жіночних гендерів) та безгендерність.
  - Особа є агендерною, але певним чином пов'язана з жіночністю.